# Patrulla Especial Duklyon
Patrulla Especial Duklyon es un manga creado por CLAMP. En él se parodian las series de superhéroes.

## Argumento
La historia se narra en el Campus Clamp donde Kentarou Higashikunimaru y Takeshi Shukaido bajo las órdenes de Eri Chusonji una chica algo violenta de la que se enamora el malo de la historia, el extraterrestre (aunque con apariencia humana) Kotobuky Sukiyabashi.
Quien encarga las misiones a los Duklyon es Nokoru Imonoyama, aunque siempre aparece usando lentes oscuros para no ser reconocido. Otros personajes de CLAMP también aparecen en este manga como Akira de El ladrón de las 1000 caras.
Así mismo los personajes de Duklyon también aparecen en Tsubasa Reservoir Chronicle.
- Datos: Q1200652